# Stortjärnen (Hotagens socken, Jämtland, 711460-142167)
Stortjärnen är en sjö i Krokoms kommun i Jämtland och ingår i Indalsälvens huvudavrinningsområde. Sjön har en area på 0,0918 kvadratkilometer och ligger 583,3 meter över havet.

## Delavrinningsområde
Stortjärnen ingår i det delavrinningsområde (711613-142244) som SMHI kallar för Mynnar i Gunnarvattnet. Medelhöjden är 662 meter över havet och ytan är 20,33 kvadratkilometer. Det finns inga avrinningsområden uppströms utan avrinningsområdet är högsta punkten. Storbäcken som avvattnar avrinningsområdet har biflödesordning 4, vilket innebär att vattnet flödar genom totalt 4 vattendrag innan det når havet efter 308 kilometer. Avrinningsområdet består mestadels av skog (45 procent), sankmarker (28 procent) och kalfjäll (24 procent). Avrinningsområdet har 0,19 kvadratkilometer vattenytor vilket ger det en sjöprocent på 0,9 procent.